# 9618 Johncleese
9618 Johncleese è un asteroide della fascia principale. Scoperto nel 1993, presenta un'orbita caratterizzata da un semiasse maggiore pari a 2,3695124 au e da un'eccentricità di 0,1394903, inclinata di 7,96287° rispetto all'eclittica.
L'asteroide è dedicato all'attore comico inglese John Cleese, membro del gruppo Monty Python. Gli altri asteroidi dedicati ai membri del gruppo sono 9617 Grahamchapman, 9619 Terrygilliam, 9620 Ericidle, 9621 Michaelpalin e 9622 Terryjones.